# Katchel
Katchel, ou Kadjel est une localité de l'Extrême-Nord du Cameroun, située à proximité de la frontière avec le Tchad. Elle dépend de la commune de Mindif et du département de Mayo-Kani. 

## Géographie

### Localisation
Katchel fait partie de la ville de Mindif.

## Population
Lors du recensement de 2005 la population s'élevait à 307 personnes dont 167 hommes et 140 femmes.

### Santé
Durant la décennie 1987/1997 Katchel disposait de l’hôpital de district de Mindif à proximité mais difficilement accessible: toujours présent encore aujourd'hui.